# Winia Electronics
Winia Electronics (tidligere Daewoo Electronics) er en sydkoreansk producent af hvidevarer og husholdningselektronik. Virksomheden er et datterselskab til sydkoreanske Winia Group. Winia blev etableret som Dongbu Daewoo Electronics i 2013, tidligere var det en del af Daewoo-koncernen.